# Błękitny Wieżowiec w Warszawie
Błękitny Wieżowiec (dawniej Złocisty Wieżowiec) – wieżowiec znajdujący się przy placu Bankowym 2 w Warszawie. 

## Opis
Budynek znajduje się w miejscu zajmowanym przed II wojną światową przez warszawską Wielką Synagogę, wysadzoną w powietrze przez Niemców 16 maja 1943.
Budowa wieżowca trwała wiele lat i była kilkakrotnie przerywana. Rozpoczęła się w lutym 1966, jednak w 1967 w związku z brakami w dokumentacji oraz wątpliwościami dotyczącymi statyki konstrukcji budowę wstrzymano. W 1971 po raz kolejny zmieniono konstrukcję budynku oraz inwestora (miał być przeznaczony dla centrali handlu zagranicznego Polimex-Cekop). W 1974 wznowiono budowę. W 1980 Prezydium Rządu podjęło decyzję o zmianie przeznaczenia wznoszonego budynku; miał on zostać przekształcony w hotel na 850 miejsc. Kolejny raz budowę wstrzymano po wybudowaniu głównej bryły. W 1985 niedokończoną inwestycję przekazano na własność miastu stołecznemu Warszawie. Ze względu na pierwotny kolor elewacji budynek był nazywany „Złocistym Wieżowcem”. 
W kwietniu 1988 podpisano umowę na dokończenie budowy z jugosłowiańskim konsorcjum Generalexport/Giposs. Wartość kontraktu wynosiła 40,5 mln dolarów. Miedzianą w kolorze elewację zastąpiono niebarwioną refleksyjną, która w pogodne dni odbija błękit nieba (stąd obecna nazwa). Była to pierwsza elewacja wykonana ze szkła refleksyjnego typu float w Warszawie.
Prace zakończono w 1991. Wieżowiec liczy 120 metrów wysokości (z masztami anten) i 27 kondygnacji naziemnych. 
Trzy piętra wieżowca przekazano Gminie Wyznaniowej Żydowskiej w Warszawie. Wielką Synagogę upamiętnia tablica MSI umieszczona na fasadzie od strony ulicy Tłomackie.

### „Klątwa rabinów”
Rekordowo długi czas budowy był tłumaczony klątwą, którą rzekomo mieli rzucić warszawscy rabini na budowę wieżowca w miejscu zburzonej Wielkiej Synagogi. Historię budowy przedstawia film z 1985 r. Stoję więc jestem z udziałem Wiesława Drzewicza w roli narratora, wypowiadającego się w pierwszej osobie w imieniu wieżowca.

## Galeria

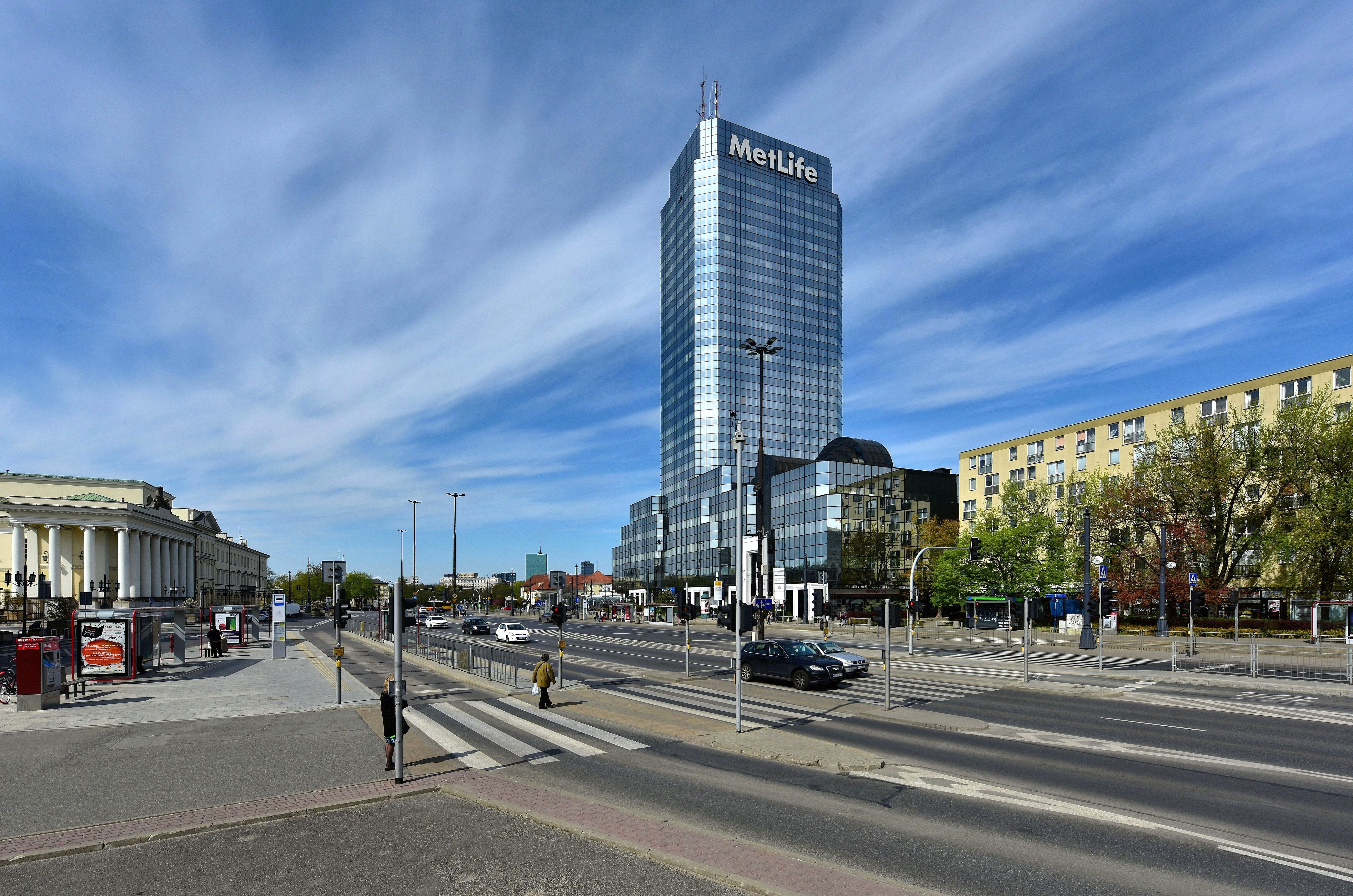
Wieżowiec w perspektywie placu Bankowego
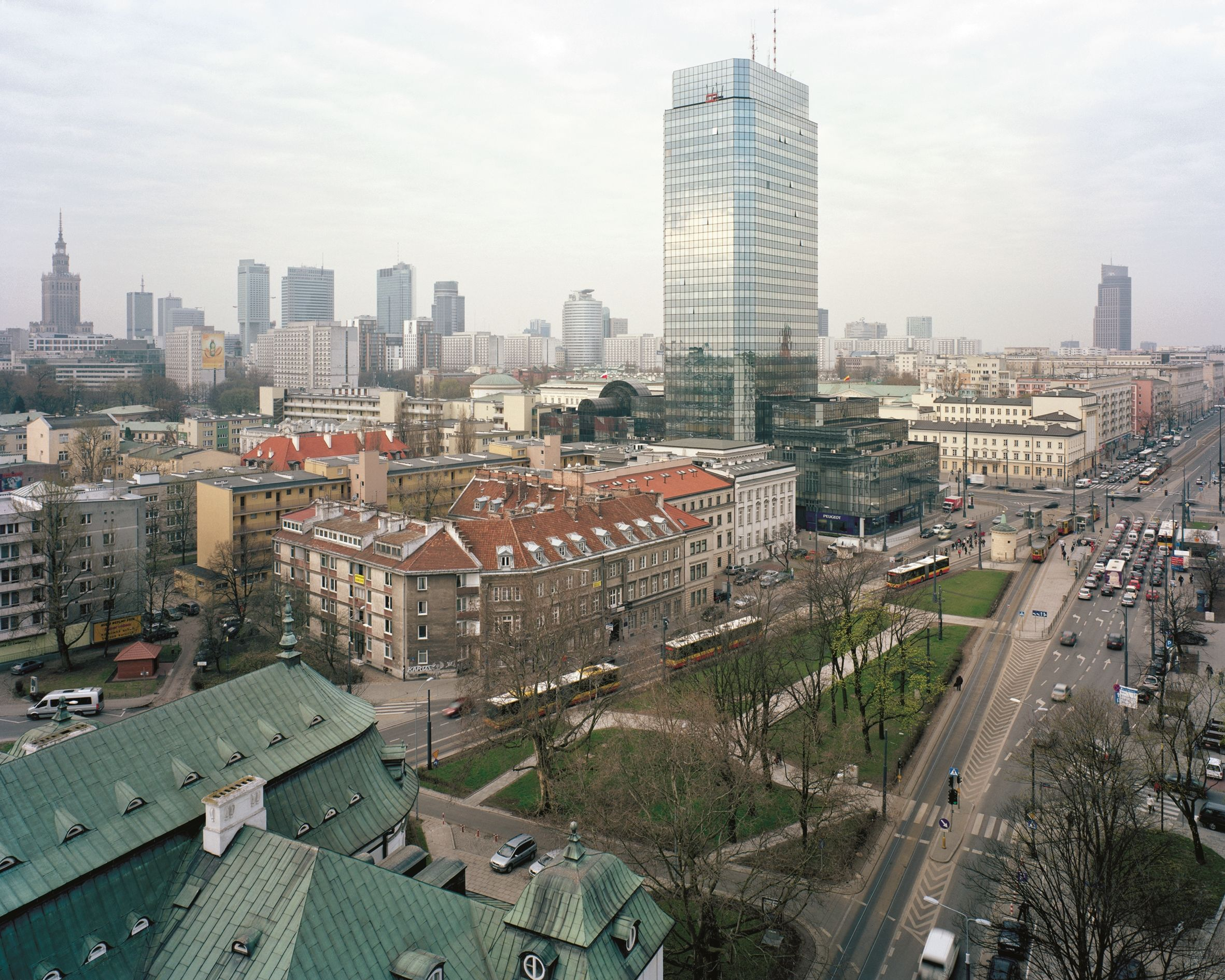
Widok od strony północno-wschodniej
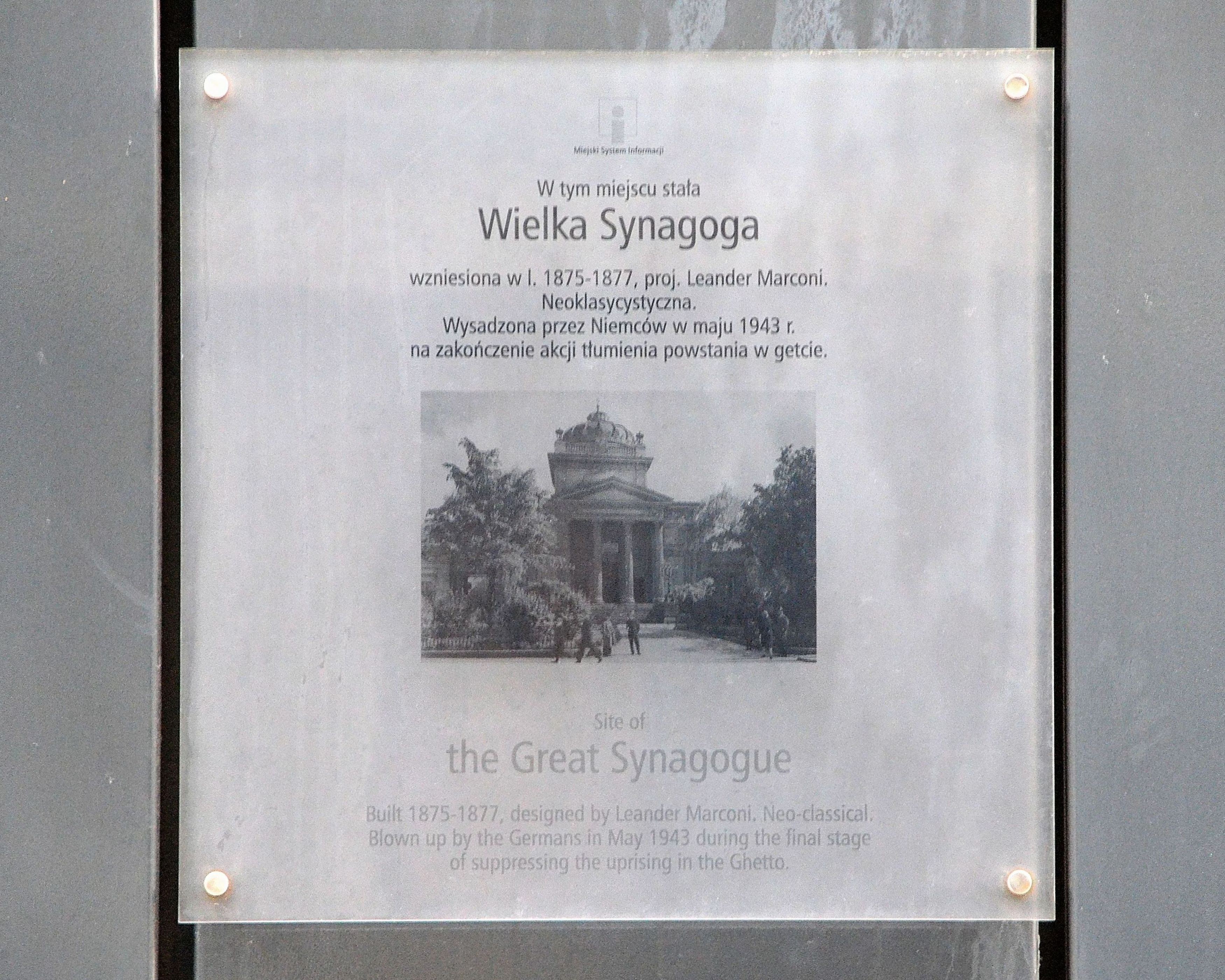
Tablica MSI upamiętniająca Wielką Synagogę